# St. Lorenzen im Gitschtal
St. Lorenzen im Gitschtal je naselje občine Višprijska dolina v okraju Šmohor na Koroškem v Avstriji.